# Cees Nooteboom

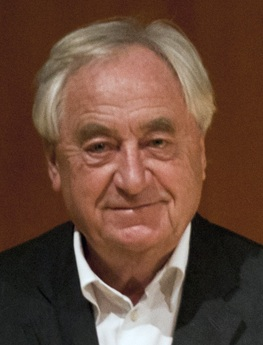
Cees Nooteboom (2011)

Cornelis Johannes Jacobus Maria (Cees) Nooteboom [seːs noːtəboːm] (* 31. Juli 1933 in Den Haag) ist ein niederländischer Schriftsteller. Sein Werk umfasst Romane, Novellen, Reiseberichte und Gedichte; er war auch als Journalist und Literaturkritiker tätig. In den Niederlanden wurde sein Debütroman Philip und die anderen von 1955 mit dem Anne-Frank-Preis ausgezeichnet; internationale Aufmerksamkeit erregte der Roman Rituale von 1980. In Deutschland erreichte der Autor mit der Veröffentlichung seiner Novelle Die folgende Geschichte 1991 ein breiteres Publikum.
Nooteboom erhielt zahlreiche Preise und Auszeichnungen, darunter zwei Ehrendoktorate, sowie 2009 den Prijs der Nederlandse Letteren, den wichtigsten in niederländischer Sprache. Seine Werke wurden weltweit übersetzt.

## Leben

### Jugend und literarische Anfänge
Durch einen fehlgeleiteten britischen Bombenangriff auf den Den Haager Stadtteil Bezuidenhout verlor Cees Nooteboom Anfang 1945 den Vater; seine Eltern waren seit 1943 geschieden. Seine Mutter heiratete 1948 erneut; auf Betreiben seines streng katholischen Stiefvaters besuchte Nooteboom daraufhin von Franziskanern und Augustinern geleitete Klosterschulen. Nach eigener Auskunft fühlte er sich dort von der Zeremonialität angezogen, nicht aber von der Dogmatik, und er verließ die Schule vorzeitig.
Ab 1950 arbeitete Nooteboom bei einer Bank in Hilversum und nahm Gelegenheitsarbeiten an. 1953 begann er ausgedehnte Reisen durch Europa, häufig als Tramper. Diese Fahrten inspirierten seinen ersten Roman Philip en de anderen (1955; dt.: Das Paradies ist nebenan, 1958); er wurde mit dem Anne-Frank-Preis (1957) ausgezeichnet und in den Schulkanon aufgenommen und machte somit seinen Autor in den Niederlanden unmittelbar bekannt. In Deutschland erreichte der Roman erst in der Neuübersetzung Philip und die anderen (2003) von Helga van Beuningen ein breites Publikum.

### Reiseberichte und Lyrik

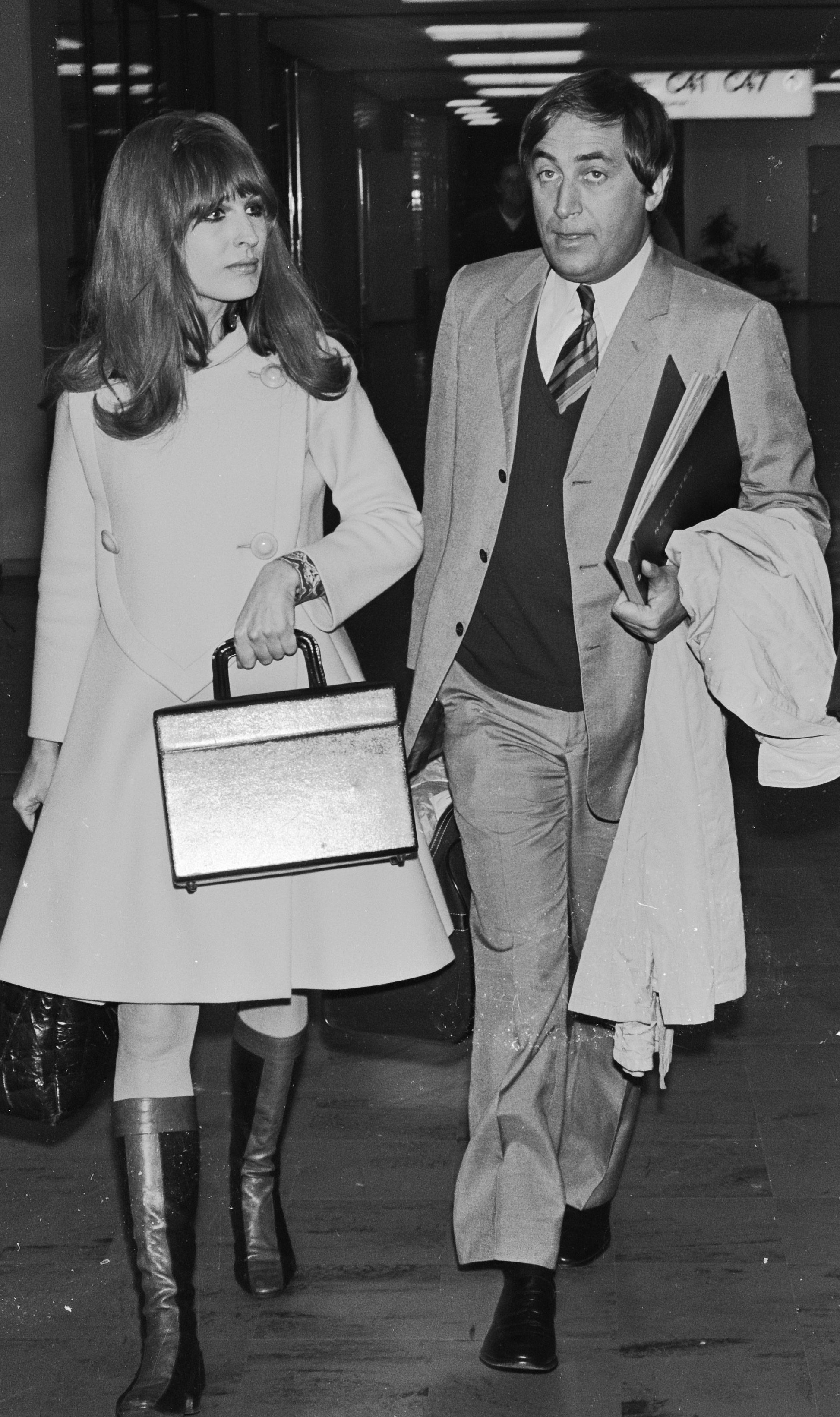
Ron Kroon: Nooteboom & Liesbeth List (1967)

1957 heuerte Nooteboom auf einem Schiff in die Karibik als Leichtmatrose an, um in Suriname beim Vater seiner Braut Fanny Lichtveld um deren Hand anzuhalten. Die beiden heirateten gegen dessen Willen, trennten sich jedoch 1964 wieder. Die Erlebnisse dieser Reise fanden in den Erzählungen des Bands De verliefde gevangene (1958; dt.: Der verliebte Gefangene. Tropische Erzählungen, 2006) Niederschlag.
Nootebooms zweiter Roman, De ridder is gestorven (1963; dt.: Der Ritter ist gestorben, 1996), blieb 17 Jahre lang sein letzter. Bekannt wurden während dieser Zeit hauptsächlich zahlreiche Reiseberichte. Diesen verdankt Nooteboom seinen Ruf als Reiseschriftsteller, obgleich er sich selbst in erster Linie als Lyriker begreift.
Der erste Gedichtband erschien bereits 1956 (De doden zoeken een huis. Gedichten), weitere im Abstand weniger Jahre. In Deutschland erschien eine erste Auswahl 1964 (Organon-Poesie, übersetzt von Heinrich G. Schneeweiß). Nooteboom übersetzte auch Gedichte ins Niederländische und schrieb Liedtexte, u. a. für Herman van Veen und die niederländische Sängerin Liesbeth List, mit der er von 1965 bis 1979 zusammenlebte.
Versuche, für das Theater zu schreiben, blieben weitgehend erfolglos.

### Tätigkeit als Journalist
Nooteboom arbeitete u. a. für die niederländische Zeitschrift Elsevier (1957–60) und die Tageszeitung De Volkskrant (1961–68). 1967 wurde er Redakteur bei der Zeitschrift Avenue; er war zunächst für das Ressort Reise zuständig, ab 1977 auch für Lyrik.
Als Reporter berichtete er 1956 über den Ungarn-Aufstand, 1963 über den VI. Parteitag der SED und 1968 über die Studentenunruhen in Paris (gesammelt in dem Band Paris, Mai 1968). Ende der 1970er Jahre schrieb er über den Umsturz im Iran und ab November 1989 über den Zusammenbruch der DDR.
Für seine Essay-Sammlung Berlijnse notities (1990; dt.: Berliner Notizen, 1991), die Aufzeichnungen über Berlinbesuche 1961, 1963 und 1989/90 verbindet, erhielt er 1991 den ersten Literaturpreis zum 3. Oktober.

### Durchbruch als Erzähler
Der Roman Rituelen (1980; dt.: Rituale, 1985) verhalf Nooteboom zu internationaler Bekanntheit. Er erhielt 1982 den Pegasus-Literaturpreis der Mobil Oil Company, der eine englische Übersetzung finanzierte und Übersetzungen in weitere Sprachen nach sich zog. 1989 drehte Herbert Curiel einen Film nach dieser Vorlage. Nach seinem unbeschwerten Erstlingswerk hatte Nooteboom viel über den Prozess des Schreibens und das Verhältnis von Realität und Wirklichkeit in verschiedenen literarischen Gattungen reflektiert, was zu dem im Vergleich zu früheren Werken deutlich distanzierteren und ironischeren Stil von Rituelen beitrug. In der Erzählung Een lied van schijn en wezen (1981; dt.: Ein Lied von Schein und Sein, 1989) und dem kurzen Roman In Nederland (1984, dt.: In den niederländischen Bergen, 1987) machte Nooteboom diese Reflexionen ausdrücklich zum Thema. In beiden Fällen erzählt er sowohl eine Geschichte – im Fall von In Nederland eine abgewandelte Form des Kunstmärchens Die Schneekönigin – als auch die Geschichte ihres fiktiven Autors, wobei er Probleme des Schreibprozesses und die Stellung des Autors zum Werk thematisiert.
Die Novelle Het volgende verhaal (1991; dt.: Die folgende Geschichte) brachte dem Autor nach einer begeisterten Besprechung Marcel Reich-Ranickis den kommerziellen Durchbruch in Deutschland. Auch der Roman Allerzielen (1998; dt.: Allerseelen, 1999) erlangte weltweite Verbreitung, fand jedoch in Deutschland besondere Beachtung, da die Stadt Berlin Schauplatz und ihre Geschichte als geteilte Stadt eins seiner zentralen Motive ist. Inzwischen wird der Autor in Deutschland intensiver rezipiert als in seiner Heimat; es ist bezeichnend, dass die deutsche Ausgabe der Sammlung Nootebooms Hotel (2000) noch vor der niederländischen erschien.

### Der 70. Geburtstag
Nootebooms 70. Geburtstag am 31. Juli 2003 war in Deutschland Anlass zu einer näheren Beschäftigung mit Autor und Werk. So erscheint seither im Suhrkamp Verlag eine auf neun Bände angelegte Werksammlung, in der einige Texte zum ersten Mal in deutscher Übersetzung vorliegen.
Der Dokumentarfilm Hotel Nooteboom – Eine Bilderreise ins Land der Worte (2003) von Heinz Peter Schwerfel verbindet Interviews mit Nooteboom und einigen seiner Freunde (unter anderem Connie Palmen und Rüdiger Safranski) mit Landschaftsaufnahmen und Lesungen aus verschiedenen Büchern des Autors.
Cees Nooteboom lebt heute mit seiner Frau Simone Sassen in Amsterdam und auf Menorca. Auf der Baleareninsel sowie auf Schiermonnikoog in den Niederlanden sind die Gedichte seines Lyrikbands Mönchsauge (Suhrkamp 2018) fast „wie von selbst entstanden“.

## Bedeutung in der niederländischen Literatur
Nooteboom wird im Ausland, besonders in Deutschland, eine größere Bedeutung innerhalb der niederländischen Literatur der Gegenwart beigemessen als in den Niederlanden selbst. Das äußerte sich unter anderem darin, dass Nooteboom Anfang der 1990er Jahre in Deutschland von Kritikern wie Marcel Reich-Ranicki und Rüdiger Safranski für den Literatur-Nobelpreis ins Gespräch gebracht wurde, während er in dem zur gleichen Zeit entstandenen Standardwerk Nederlandse Literatuur, een geschiedenis zur niederländischen Literatur nur in Nebensätzen Erwähnung findet. Zudem ist in der niederländischen Literaturkritik häufig die Rede von den „großen drei“ der Nachkriegsliteratur, zu denen Willem Frederik Hermans, Harry Mulisch und Gerard Reve, nicht aber Nooteboom gezählt werden. Ralf Grüttemeier vertritt die Auffassung, dass dies weder durch eine grundsätzliche Überbewertung von Nootebooms Texten in Deutschland, noch durch eine Unterbewertung in seiner Heimat zu erklären sei. Vielmehr spiele es eine Rolle, dass Nooteboom in seiner Heimat stets ein Außenseiter im Literaturbetrieb gewesen sei, während der Suhrkamp-Verlag ihn in Deutschland unter anderem durch zahlreiche Lesungen einem breiten Publikum bekannt gemacht habe.

## Zitat
„Wer das Anschauen / nicht bricht / sieht nichts.“ (Das Gesicht des Auges, 1989)

## Werke

### Romane und Novellen
- Philip en de anderen (1955, dt. Philip und die anderen, Roman. Übersetzt von Helga van Beuningen, 2003; früher unter dem Titel Das Paradies ist nebenan, übersetzt von Josef Tichy, 1958)
- De ridder is gestorven (1963, dt. Der Ritter ist gestorben, 1996)
- Rituelen (1980, dt. Rituale, Roman. 1985)
- Een lied van schijn en wezen (1981, dt. Ein Lied von Schein und Sein, 1989)
- In Nederland (1984, dt. In den niederländischen Bergen, 1987)
- Het volgende verhaal (1991, dt. Die folgende Geschichte)
- Allerzielen (1998, dt. Allerseelen, 1999)
- Paradijs Verloren (2004, dt. Paradies verloren, 2005)
- ’s Nachts komen de vossen (2009, dt. Nachts kommen die Füchse, 2009)

### Gedichte
- De doden zoeken een huis (1956)
- Koude gedichten (dt. Kalte Gedichte, 1959)
- Het zwarte gedicht (Das schwarze Gedicht, 1960)
- Gesloten gedichten (Geschlossene Gedichte, 1964)
- Gemaakte gedichten (Anwesend, abwesend, 1970)
- Open als een schelp – dicht als een steen (Offen wie eine Muschel, geschlossen wie ein Stein, 1978)
- Aas. Gedichten (1982)
- Het landschap verteld. Paesaggi narrati (Paesaggi Narrati, 1982)
- Vuurtijd, ijstijd. Gedichten 1955–1983 (1984)
- Het gezicht van het oog (1989, dt. Das Gesicht des Auges, 1991)
- Water, aarde, vuur, lucht (1991)
- Zo kon het zijn (So könnte es sein, 1999)
- Bitterzoet, honderd gedichten van vroeger en zeventien nieuwe (2000)
- Die schlafenden Götter / Sueños y otras mentiras, Künstlerbuch mit Gedichten von Cees Nooteboom und Lithographien von Jürgen Partenheimer (2005)
- Mönchsauge (2018)
- Afscheid: gedicht uit de tijd von het virus (2020, dt. Abschied. Gedicht aus der Zeit des Virus, 2021)

### Reiseberichte und -erzählungen
- De verliefde gevangene (1958, dt. Der verliebte Gefangene. Tropische Erzählungen 2006)
- Een middag in Bruay. Reisverslagen (1963)
- Een nacht in Tunesië (1965)
- Een ochtend in Bahia (1968)
- Bitter Bolivia. Maanland Mali (1971)
- Een avond in Isfahan (1978)
- Voorbije passages (1981)
- Mokusei! een liefdesverhaal (1982, dt. Mokusei! Eine Liebesgeschichte 1990)
- De Boeddha achter de schutting. Aan de oever van de Chaophraya (1986, dt. Der Buddha hinter dem Bretterzaun 1993)
- De omweg naar Santiago (1992, dt. Der Umweg nach Santiago, zuletzt Suhrkamp, Frankfurt am Main 2007, ISBN 978-3-518-45860-0).
- Van de lente de dauw. Oosterse reizen (1995, dt. Im Frühling der Tau. Östliche Reisen, Sammlung früherer Reiseberichte)
- Terugkeer naar Berlijn (1997, dt. Rückkehr nach Berlin 1998)
- Nootebooms Hotel (2000, Sammlung früherer Texte)
- Die Dame mit dem Einhorn. Europäische Reisen (2000)
- Die Insel, das Land. Geschichten aus Spanien (2002)
- Roter Regen. Leichte Geschichten (2007)
- Auf der anderen Wange der Erde. Die Amerikas: Reisen in den Amerikas (2008)
- Schiffstagebuch: Ein Buch von fernen Reisen. Aus dem Niederländischen von Helga van Beuningen. Mit Fotos von Simone Sassen. Suhrkamp, Berlin 2011. ISBN 978-3-518-42227-4.
- Briefe an Poseidon. Aus dem Niederländischen von Helga van Beuningen. Suhrkamp, Berlin 2012. ISBN 978-3-518-42294-6.
- Venezianische Vignetten. Aus dem Niederländischen von Helga van Beuningen. Mit Fotografien von Simone Sassen. Insel, Berlin 2013. (Insel-Bücherei 1386)[6]
- 533 Tage Berichte von der Insel. Aus dem Niederländischen von Helga van Beuningen. Suhrkamp, Berlin 2016, ISBN  978-3518-425565
- Reisen zu Hieronymus Bosch. Eine düstere Vorahnung. Aus dem Niederländischen von Helga van Beuningen. Schirmer und Mosel, München 2016, ISBN 978-3-8296-0746-9.[7]
- Venedig. Der Löwe, die Stadt und das Wasser. Aus dem Niederländischen von Helga van Beuningen. Suhrkamp, Berlin 2019, ISBN 978-3-518-42854-2.

### Essay
- In den Bäumen blühen Steine. Die erdachte Welt von Giuseppe Penone. (Original: Bomen waarin stenen bloeien. De verzonnen wereld van Giuseppe Penone, 2023.) Aus dem Niederländischen von Helga van Beuningen. Mit Bildern von Arbeiten Giuseppe Penones. Suhrkamp, Berlin 2023, ISBN 978-3-518-43155-9.

### Essaysammlungen und Reportagen
- Nooit gebouwd Nederland (1980, dt. Nie gebaute Niederlande 2000)
- Berlijnse notities (1990, dt. Berliner Notizen 1991)
- De ontvoering van Europa (1993, dt. Wie wird man Europäer?)
- Zelfportret van een ander. Dromen van het eiland en de stad van vroeger (1993, dt. Selbstbildnis eines anderen. Träume von der Insel und der Stadt von früher)
- Paris, Mai 1968 (2003, Sammlung von Reportagen aus den 1950er- und 1960er-Jahren)

### Theaterstücke
- De zwanen van de Theems (1959)

### Gebundene Ausgabe der Gesammelten Werke bei Suhrkamp, herausgegeben von Susanne Schabe
- Band 1: Gedichte (Enthält Kalte Gedichte; Das schwarze Gedicht; Geschlossene Gedichte; Anwesend, abwesend; Offen wie eine Muschel, geschlossen wie ein Stein; Aas; Paesaggi Narrati; Das Gesicht des Auges; So könnte es sein; Begegnungen (2001); Eine Spur im weißen Sand (2002); Drei lose Gedichte (2002); Hin und Her – Briefe an einen Dichter (2003).)
- Band 2: Romane und Erzählungen 1 (Enthält Philip und die anderen; Der verliebte Gefangene; Der Ritter ist gestorben; Rituale; Ein Lied von Schein und Sein; Mokusei! Eine Liebesgeschichte.)
- Band 3: Romane und Erzählungen 2 (Enthält In den niederländischen Bergen; Der Buddha hinter dem Bretterzaun; Die folgende Geschichte; Allerseelen.)
- Band 4: Auf Reisen 1 – Von hier nach dort (Enthält Zwischen Meer und Meer; Die Form des Zeichens, die Form der Stadt; Jordaan; Rotterdam; Ich habe mich nun mal Spanien verschrieben; Die Insel, das Land; Der Umweg nach Santiago; Bis ans Ende der Welt.)
- Band 5: Auf Reisen 2 – Europäische Reisen (Enthält Die Erinnerung schiebt den Fuß in die Tür; Berliner Notizen; Die Geschichte verwischt ihre Spuren.)
- Band 6: Auf Reisen 3 – Afrika, Asien, Amerika, Australien (Enthält Der Schock des Unbekannten ist aus Wollust gemacht; Und hinter dem Hügel wieder ein Hügel: Östliche Reisen; Der Weg schreibt sich selbst: Südamerikanische Reisen; Alles ist so einfach. Die Welt ist ein Verweis: Reisen durch die USA; In der Stille singt die Schöpfung: Reisen durch Australien und die Südsee.)
- Band 7: Auf Reisen 4 (Enthält Vorsätzlicher Mord; Der König von Surinam; Ein Nachmittag in Bruay; Eine Nacht in Tunesien; Eine Geschichte aus Saint-Tropez; Ein Morgen in Bahia; Paris, Mai 1968.)
- Band 8: Essay und Feuilletons (Enthält Wer ständig reist, ist immer bei sich selbst; Geschichte ist alles, was der Fall war; Der Anfang, die eine Zeile, die paar Worte; Ich möchte von links in die Landschaft gehen; Verstrichene Zeit, bewahrte Zeit; Die Notare des Verschwindens: verstreute Texte; Meine Akte liegt in den Kellerräumen.)
- Band 9: Poesie und Prosa 2005–2007 (Enthält Paradies verloren; Tumbas (Essays); Die Gärten auf dem Weg des Mondes (Geschichten); Von Geheimnissen umspült (Reisegeschichten); Schreiben ist eine solitäre Angelegenheit (Essays); Der Traum verbotener Reisen (Gedichte).)
- Band 10: Prosa 2008–2015 (Enthält: Nachts kommen die Füchse (Erzählungen), Briefe an Poseidon; Schiffstagebuch (Reisebericht).)
- Band 11: Prosa und Gedichte 2016–2021 (Enthält: 533 Tagen – Berichte von der Insel; Venedig – Der Löwe, die Stadt und das Wasser, Licht überall, Mönchsauge und Abschied: Gedicht aus der Zeit des Virus)

## Auszeichnungen

### Preise
- 1957 Anne-Frank-Preis für Das Paradies ist nebenan
- 1963: Lucy B. en C.W. van der Hoogtprijs für De ridder is gestorven
- 1965 Poesiepreis der Stadt Amsterdam für Gesloten gedichten
- 1969 Prijs voor de Dagbladjournalistiek
- 1978 Jan-Campert-Preis
- 1981 F. Bordewijkpreis für Rituale
- 1982 Mobil Oil Pegasus Literaturpreis für Rituale
- 1982 Cestoda-prijs
- 1985 Multatuli-Preis für In den niederländischen Bergen
- 1991 Literaturpreis zum 3. Oktober für Berliner Notizen
- 1992 Constantijn-Huygens-Preis für das Gesamtwerk
- 1993 Europäischer Literaturpreis Prix Aristeion für Die folgende Geschichte
- 1993 Hugo-Ball-Preis für die Reiseliteratur, Essays und Gedichte
- 2000 Internationaler Compostela-Preis für Der Umweg nach Santiago
- 2001 Karlsmedaille für europäische Medien
- 2003 Hansischer Goethe-Preis für das Gesamtwerk
- 2003 Österreichischer Staatspreis für europäische Literatur
- 2004 P.C. Hooft-prijs für das Gesamtwerk
- 2009 Prijs der Nederlandse Letteren für das Gesamtwerk
- 2010 Gouden Uil für ´s Nachts komen de vossen
- 2010 Literaturpreis der Konrad-Adenauer-Stiftung[8]
- 2017 Premio Autore Straniero des Premio Mondello
- 2018 Horst-Bienek-Preis für Lyrik[9]
- 2020 Prix Formentor[10]

### Ehrungen
- 1991 Ritter der französischen Ehrenlegion
- 1992 Verdienstorden der Bundesrepublik Deutschland
- 1992 Aufnahme in die Akademie der Künste in Berlin
- 1993 Österreichischer Staatspreis für Literatur
- 1996 Aufnahme in die Bayerische Akademie der Schönen Künste
- 1997 Ehrenmitglied der Modern Language Association
- 1998 Ehrendoktor der Katholischen Universität Brüssel
- 2008 Ehrendoktor der Freien Universität Berlin
- 2020 Ehrenkreuz für Wissenschaft und Kunst 1. Klasse